# Aphodius uliginosus
Aphodius uliginosus es una especie de coleóptero de la familia Scarabaeidae.

## Distribución geográfica
Se encuentyra en el paleártico: Europa y Asia.